# 薩爾保斯冰磧嶺

薩爾保斯冰磧嶺（芬蘭語：Salpausselkä）是芬蘭的山嶺，位於該國南部，從漢科一直延伸至俄羅斯邊境，山體在12,250至10,400年前新仙女木期形成，平均高度約20米，最高點海拔高度70米。